# Coxixola
Coxixola este un oraș în Paraíba (PB), Brazilia.